# Ilha Attu

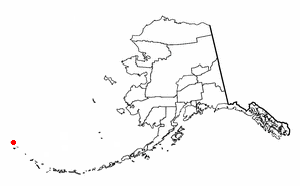
Localização de Attu, Alasca

Attu é a maior ilha e a mais ocidental do arquipélago das ilhas Near, sendo assim o território mais ocidental do grupo das Ilhas Aleutas, do Alasca. Está localizada a 1 700 km do Alasca continental. A ilha tem área de 892,795 km² e era habitada em 2000 por 20 pessoas, todas elas na Estação de Attu, mas em 2010 a estação foi abandonada e a ilha ficou desabitada.
A ilha Attu foi o único local de uma batalha terrestre nos Estados Unidos Continentais durante a Segunda Guerra Mundial, a Batalha de Attu, e o campo de batalha é hoje um Marco Histórico Nacional dos Estados Unidos. Com a ilha Kiska, é um dos dois locais dos Estados Unidos ocupados durante a guerra.
No arco insular das ilhas Aleutas, as ilhas a oeste de Attu são as Ilhas Comandante, pertencentes à Rússia, a 335 km. Attu está a cerca de 1 800 km do Alasca continental, e a 1 210 a nordeste da mais setentrional das ilhas Curilas, também da Rússia, e a 2 400 km de Anchorage e 3 200 km de Juneau, capital do Alasca.

## Etimologia
A palavra Attu é uma transliteração do nome aleúte da ilha. Originalmente foi batizada como São Teodoro pelo explorador russo Aleksei Chirikov em 1742.

## Clima
O tempo em Attu é tipicamente nublado, chuvoso e nebuloso. Ventos fortes ocorrem ocasionalmente. Cinco ou seis dias por semana provavelmente são chuvosos, e há apenas oito ou dez dias sem nuvens ou nevoeiro por ano. O resto do tempo, mesmo que a chuva não esteja caindo, a neblina de densidade variável é a regra e não a exceção. Há em geral cerca de 990 mm a 1 240 mm de chuva e outras precipitações por ano, com as chuvas mais fortes no outono e início do inverno. De acordo com o sistema da classificação climática de Köppen, Attu tem um clima subártico moderado pelo oceano (Dfc) bem próximo de um clima de tundra (ETf). Para a latitude em que se encontra, o clima é excecionalmente frio, com temperaturas máximas durante o dia de 10 ºC no verão.
| Dados climáticos para Attu    | Dados climáticos para Attu | Dados climáticos para Attu | Dados climáticos para Attu | Dados climáticos para Attu | Dados climáticos para Attu | Dados climáticos para Attu | Dados climáticos para Attu | Dados climáticos para Attu | Dados climáticos para Attu | Dados climáticos para Attu | Dados climáticos para Attu | Dados climáticos para Attu | Dados climáticos para Attu |
| Mês                           | Jan                        | Fev                        | Mar                        | Abr                        | Mai                        | Jun                        | Jul                        | Ago                        | Set                        | Out                        | Nov                        | Dez                        | Ano                        |
| ----------------------------- | -------------------------- | -------------------------- | -------------------------- | -------------------------- | -------------------------- | -------------------------- | -------------------------- | -------------------------- | -------------------------- | -------------------------- | -------------------------- | -------------------------- | -------------------------- |
| Recorde alta °F (°C)          | 49 (9)                     | 51 (11)                    | 49 (9)                     | 50 (10)                    | 59 (15)                    | 64 (18)                    | 72 (22)                    | 70 (21)                    | 68 (20)                    | 61 (16)                    | 54 (12)                    | 49 (9)                     | 72 (22)                    |
| Média alta °F (°C)            | 34.4 (1.3)                 | 34 (1)                     | 35.3 (1.8)                 | 38.5 (3.6)                 | 42.7 (5.9)                 | 48.4 (9.1)                 | 52.6 (11.4)                | 55.1 (12.8)                | 52.2 (11.2)                | 46.8 (8.2)                 | 40 (4)                     | 35.7 (2.1)                 | 43 (6)                     |
| Média diária °F (°C)          | 30.4 (−0.9)                | 30.2 (−1)                  | 31.5 (−0.3)                | 34.8 (1.6)                 | 38.9 (3.8)                 | 43.9 (6.6)                 | 48.4 (9.1)                 | 50.5 (10.3)                | 47.8 (8.8)                 | 42.1 (5.6)                 | 35.5 (1.9)                 | 31.9 (−0.1)                | 38.8 (3.8)                 |
| Média baixa °F (°C)           | 26.3 (−3.2)                | 26.4 (−3.1)                | 27.6 (−2.4)                | 31 (−1)                    | 35.1 (1.7)                 | 39.4 (4.1)                 | 44.2 (6.8)                 | 45.8 (7.7)                 | 43.3 (6.3)                 | 37.4 (3)                   | 31 (−1)                    | 28.1 (−2.2)                | 34.6 (1.4)                 |
| Recorde baixa °F (°C)         | 5 (−15)                    | 7 (−14)                    | 5 (−15)                    | 10 (−12)                   | 15 (−9)                    | 19 (−7)                    | 24 (−4)                    | 28 (−2)                    | 20 (−7)                    | 21 (−6)                    | 15 (−9)                    | 2 (−17)                    | 2 (−17)                    |
| Média precipitação pol. (mm)  | 3.81 (96.8)                | 3.61 (91.7)                | 3.27 (83.1)                | 3.79 (96.3)                | 2.86 (72.6)                | 2.94 (74.7)                | 4.23 (107.4)               | 6.02 (152.9)               | 6.32 (160.5)               | 6.63 (168.4)               | 4.55 (115.6)               | 4.61 (117.1)               | 52,64 (1 337,1)            |
| Queda de neve média pol. (cm) | 16.2 (41.1)                | 16.9 (42.9)                | 15 (38)                    | 6.5 (16.5)                 | 1.1 (2.8)                  | 0 (0)                      | 0 (0)                      | 0 (0)                      | 0 (0)                      | 0.6 (1.5)                  | 7.1 (18)                   | 13 (33)                    | 76.3 (193.8)               |
| Média de dias de precipitação | 19                         | 17                         | 18                         | 16                         | 13                         | 11                         | 13                         | 15                         | 17                         | 19                         | 20                         | 19                         | 197                        |
| Fonte:                        |                            |                            |                            |                            |                            |                            |                            |                            |                            |                            |                            |                            |                            |